# Ahmed bin Kučuk
Ahmed bin Kučuk (urdujsko, perzijsko, arabsko احمد خان بن کوچک) je bil od leta 1465 do 1481 kan Velike horde, * ni znano, Zlata horda, † januar 1481, Saraj, Velika horda.

## Življenje
Ahmed je prevzel oblast v Veliki hordi v vstaji proti svojemu bratu Mahmudu bin Kučuku. Slednji je vladal od leta 1459 do 1472. 
Ahmed je sklenil zavezništvo s poljskim kraljem Kazimirjem IV. proti ruskemu vladarju Ivanu III. Vasiljeviču. Leta 1476 je od Ivana III. zahteval, da ga prizna za svojega fevdalnega gospoda, čeprav razmerje sil ni bilo v njegovo korist.
Leta 1480 je proti Moskovski veliki kneževini organiziral vojni pohod, ki je obstal na reki Ugri 220 km od Moskve. Nasprotnika ta stala vsak ne svojem rečnem bregu in se več tednov obstreljevala, dokler ni bitka postala neizogibna. V tem trenutku je na obeh straneh nastala panika in oba sta se umaknila. Pohod hordine vojske je bil eden zadnjih pohodov na evropsko ozemlje. Mongolske posesti v Evropi so se skrčile na Kazanski, Astrahanski in Krimski kanat. Ivan III. je bil prvi ruski vladar, ki se je dokončno otresel tatarsko-mongolske nadoblasti. 
6. januarja 1481 so Ameda in njegovo spremstvo ob izlivu Donca ubili sibirski tjumenski kan Ibak in Nogajci.

## Družina
Ahmedova žena je bila timuridska princesa Badi' al-Džamal, sestra horasanskega sultana Huseina Bajkarja. Z njo je imel sinova Mahmuda in Bahadurja in hčerko Kanzado. Badi' al-Džamal je zapustila Zlato hordo in se z otroki vrnila na bratov dvor  Herat.